# Жарко Вучковић
Жарко Вучковић (Книн, 1963) српски је сликар и универзитетски професор.
На ликовну сцену Србије ступио средином деведесетих година 20. века, и на њој се након тридесет година активног сликања развио у припадник српске савремене уметности, аутентичног ликовног исказа и јасно дефинисаног уметничког персоналитета. Факултетску диплому стекао је 1987. године, на катедри за сликарство Факултету примењених уметности у Београду (као носилац стипендије Универзитета уметности у Београду). На истом факултету стекао је и звање магистра сликарства 1990. године.
Члан је Удружења ликовних уметника Србије (УЛУС) од 1992. године и Удружења ликовних и примењених уметника Горњег Милановца (УЛПУ) од 1989. године. Самостално је излагао више од 40 пут и учествовао на око 500 колективних изложби у Србији и иностранству, и учествовао је у раду четрдесетак ликовних колонија и симпозијума. Тренутно ради као ликовни педагог, у звању редовног професора за предмет Сликарске технике на Факултету уметности у Приштини – Звечан.

## Живот и каријера
Рођен је 1963. године у Книну. Основну школу „Др Иван Рибар” завршио је у Горњем Милановцу 1977. године,. Прве две године средњошколског образовања похађао је у ОЦ „Виктор Нешовић“, а потом у Школи за индустријско обликовање (графички дизајн амбалаже) у Београду,  у којој је дипломирао 1981. године
Дипломирао је 1987. године на Факултету примењених уметности у Београду на катедри за сликарство, у класи професора  као носилац стипендије Универзитета уметности у Београду. Магистрирао је 1990. године на истом факултету. Као постдипломац, био је добитник стипендије Републичке фондације за развој научног и уметничког подмлатка.
Жарко Вучковић није само ликовни стваралац, већ и и ликовни педагог. Током 1997. године изабран је за наставника у звању доцента, 2003. ванредног професора а од 2008. у звање редовног професора за предмет Сликарске технике на Факултету уметности у Приштини – Звечан. Од 2006. године активно учествује у раду Факултета уметности и Универзитета у Приштини са седиштем у Косовској Митровици као члан Савета, Стручног већа за уметничке области и различитих комисија везаних за акредитацију и рад ове високошколске установе.
Од 2009. године ангажован је као гостујући професор на Академији ликовних умјетности Требиње (универзитет у Источном Сарајеву) за предмете Основи ликовне технологије, Сликарска технологија, Мурал и Цртање и сликање.
Осим стваралачког и педагошког рада, Жарко Вучковић се стручно и организационо бави и пословима на савременој српској ликовној сцени. Свој највећи агажман у области културе остварио је управо у свом граду – Горњем Милановцу: у коме је један од оснивача и дугогодишњи учесник у организацији Међународног бијенала уметности минијатуре у Горњем Милановцу (енгл. International Biennial of Miniature Art). У периоду од 1998 до 2004. године био је члан, а од 2007. до 2010. године и председник Уметничког савета Модерне галерије Културног центра и Уметничког савета Међународног бијенала уметности минијатуре у Горњем Милановцу.
Члан је Удружења ликовних и примењених уметника Горњег Милановца (УЛПУ) од 1989. године и Удружења ликовних уметника Србије (УЛУС) од 1992. године.
Жарко Вучковић је за више од 30 година активног бављења сликарством учествовао на преко 480 колективних изложби у Србији и иностранству
Живи и ствара у Горњем Милановцу, у браку са супругом Бранком, са којом има сина. 

## Признања
За свој уметнички рад у области сликарства и цртежа добитник је преко тридесет награда у земљи и иностранству, од којих су најзначајније:
- 2010. — Награда „Логин”, највише признање додељено у оквиру Видовданске ликовне колоније у Грачаниици.
- 2015. — Прва награда, за диптих „Негација“ у области цртежа и графике, на Трећем бијеналу ликовних и примењених уметности у организацији Центра за културу Ковин.[6]
- 2015. — Друга награда, на Међународном бијеналу минијатурне уметности у Vonyarcvashegy (Мађарска)
- 2017. — Прва награда за цртеж, на Првом салону минијатурне умјетности - Ријека мини арт 2017.[7]